# 질리언 바흐
질리언 바크(Jillian Rosenbach, 영어 발음: /bɑːk/, 1973년 4월 27일 ~ )는 미국의 배우이다.

## 출연 작품

### 영화
- 아메리칸 파이 (1999)
- Lucky (2004)
- 더 라스트 런 (2004)
- 줄리 & 줄리아 (2009)

### 텔레비전
- 엑스파일 (1999)
- Two Guys and a Girl (1999-2001) - 아이린 역
- 파티 오브 파이브 (2000)
- ER (2004-06)
- 길모어 걸스 (2005)
- Courting Alex (2006)
- 그레이 아나토미 (2006) - 그레천 역
- 고스트 위스퍼러 (2010)
- 멘탈리스트 (2011-12)